# Purpuricenus schauffelei
Purpuricenus schauffelei är en skalbaggsart som beskrevs av Maurice Pic 1956. Purpuricenus schauffelei ingår i släktet Purpuricenus och familjen långhorningar.
Artens utbredningsområde är Iran. Inga underarter finns listade i Catalogue of Life.